# Kosovski božuri (pesma)
Kosovski božuri je pesma srpskog rok benda YU grupa. Izdata je 1972. godine i jedna je od najpoznatijih pesama benda. Nalazi se na LP albumu na B strani zajedno sa pesmom U tami disko kluba, koja je na A strani. Tekst pesme je napisao Miodrag Bata Kostić, a otpevao Dragi Jelić. Velikim delom pesme preovladava gitarski instrumental, samo je na sredini pesme otpevan tekst koji sadrži dve rečenice. Takođe ona asocira na slavnu bitku između srpske i turske vojske na Kosovu polju, koja se dogodila 1389. godine.

## Tekst pesme
Kosovski božuri

Rascvetajte se vi

Boja vaša nek’ nas podseća

Na boj kosovski

Kosovski božuri

Rascvetajte se vi

Prošlost slavnu, cvećem svojim

I dalje čuvajte vi

## Spoljašnje veze
- Istorija YU grupe
- Kosovski božur - Discogs
- Tekst pesme Kosovski božur